# Пайлин
Пайлин (кхмер. ខេត្ត ប៉ៃលិន) — провинция в западной части Камбоджи.

## География
Расположена на северной окраине Кардамоновых гор. На западе граничит с Таиландом, а со всех остальных сторон окружена территорией провинции Баттамбанг. Площадь составляет 803 км². Административный центр — одноимённый город.

## История
Провинция известна как последний оплот красных кхмеров на протяжении долгого времени после свержения их власти в 1979 году. До 1998 года Пайлин была частью провинции Баттамбанг, затем получила статус города. 22 декабря 2008 года король Нородом Сиамони королевским указом объявил муниципалитеты Каеп, Пайлин и Сиануквиль отдельными провинциями, а также урегулировал несколько границ между провинциями.

## Население
По данным на 2013 год численность населения составляет 98 436 человек.
Динамика численности населения провинции по годам:
| 1998   | 2005   | 2008   | 2013   |
| ------ | ------ | ------ | ------ |
| 22 905 | 32 690 | 70 486 | 98 436 |

## Административное деление
В административном отношении территория провинции делится на 2 округа (срока):
| Код  | Рус.     | Кхмерск. | Лат.      |
| ---- | -------- | -------- | --------- |
| 2401 | Пайлин   | ប៉ៃលិន់      | Pailin    |
| 2402 | Салакрау | សាលាក្រៅ     | Sala Krau |